# کمیل محمدی
کمیل محمدی (زادهٔ ۲۵ فوریهٔ ۱۹۹۷ در دره‌شهر) یک بازیکن فوتبال اهل ایران است که در در پست مدافع بازی می کند.
باشگاه‌هایی که وی در آن‌ها بازی کرده‌است مهرگان‌دره، صبای قم و نفت تهران می‌باشند.